# Тим Алън
Тим Алън (на английски: Tim Allen), с рождено име Тимъти Алън Дик (на английски: Timothy Allen Dick), е американски комик и актьор, носител на награди „Златен глобус“ и „Сатурн“ и номиниран за награди „Еми“ и „Сателит“. От 2004 г. има звезда на Холивудската алея на славата.

## Биография
Тим Алън е роден на 13 юни 1953 г. в Денвър, Колорадо, в семейството на Марта Катерин и Джералд Дик. Баща му е брокер на недвижими имоти.

## Избрана филмография
- „Tropical Snow“ (1989)
- „Договор за Дядо Коледа“ (The Santa Clause) (1994)
- „Играта на играчките“ (Toy Story) (1995) (глас)
- „Meet Wally Sparks“ (1997)
- „Джунгла в джунглата“ (Jungle 2 Jungle) (1997)
- „For Richer or Poorer“ (1997)
- „Играта на играчките 2“ (Toy Story 2) (1999) Баз(глас)
- „Галактическа мисия“ (Galaxy Quest) (1999)
- „Who is Cletis Tout?“ (2001)
- „Невероятният Джо“ (Joe Somebody) (2001)
- „Големи неприятности“ (Big Trouble) (2002)
- „Договор за Дядо Коледа 2“ (The Santa Clause 2) (2002)
- „Да пропуснеш Коледа“ (Christmas with the Kranks) (2004)
- „Човекът куче“ (The Shaggy Dog) (2006)
- „Колите“ (Cars) (2006) (глас)
- „Zoom“ (2006)
- „Договор за Дядо Коледа 3“ (The Santa Clause 3) (2006)
- „Fired!“ (2006) (документален)
- „Като рокерите“ (2007)
- „Да полудееш извън затвора“ (2010)